# Furacão Pauline
O Furacão Pauline foi um dos mais mortíferos furacões do Pacífico a atingir o México. A décima sexta tempestade tropical, oitavo furacão e o sétimo maior furacão da temporada de furacões no Pacífico de 1997, Pauline desenvolveu-se a partir de uma onda tropical da África em 16 de setembro de 1997, movendo-se pela América do Sul e para o Oceano Pacífico. Em 5 de outubro, a depressão se intensificou em uma tempestade tropical no início do dia seguinte e em 7 de outubro, Pauline atingiu a intensidade do furacão. Ele inicialmente se moveu para o leste, depois virou para o noroeste e rapidamente se fortaleceu para atingir ventos de pico de 217 km/h (135 mph). Ele seguiu pela costa mexicana a uma curta distância antes de enfraquecer e atingir a costa perto de Puerto Ángel, em 9 de outubro e se dissipou no dia seguinte.
O Furacão Pauline produziu chuvas torrenciais ao longo da costa mexicana, chegando a 829 mm (32.62 in) em Puente Jula. Inundações intensas e deslizamentos de terra em algumas das áreas mais pobres do México mataram entre 230 e 500 pessoas, tornando-se uma das tempestades mais mortais do Pacífico Oriental na história registrada. A passagem do furacão destruiu ou danificou dezenas de milhares de casas, deixando cerca de 300.000 pessoas desabrigadas e causando $ 447,8 milhões em danos (1997 USD; $ 756 milhões 2022 USD).

## História meteorológica
Uma onda tropical saiu da costa da África em 16 de setembro. Atravessou firmemente para o oeste, com a porção sul do eixo das ondas movendo-se pelo norte da América do Sul. Em 26 de setembro, a onda entrou no leste do Oceano Pacífico, perto do Panamá, e se organizou lentamente. Um cavado fraco de baixo nível se estendia do Mar do Caribe ao sul do México, interrompendo o fluxo normal das correntes de direção para o oeste. Em 3 de outubro, a onda tropical desenvolveu uma área distinta de convecção profunda e começou a se deslocar para o leste até o sul do México. Dois dias depois, formou-se uma circulação de baixo nível e, ao meio-dia de 5 de outubro, o sistema se desenvolveu na Depressão Tropical Dezoito-E, localizado a cerca de 250 milhas (410 km) sul-sudoeste de Huatulco no estado de Oaxaca.
Com a ausência de cisalhamento vertical do vento, a depressão derivou ao sul do leste e se organizou de forma constante. O sistema desenvolveu feições de bandas e um nublado denso central, e no início de 6 de outubro a depressão se intensificou em uma tempestade tropical e foi nomeada Pauline enquanto localizada a cerca de 475 km (295 mi) sul-sudeste de Salina Cruz, Oaxaca. Um forte sistema de alta pressão erodiu o vale sobre o sudeste do México, que virou Pauline para o nordeste. Uma característica ocular se desenvolveu no final de 6 de outubro e, no início do dia seguinte, Pauline se intensificou em um furacão cerca de 426 km (265 mi) a sudeste de Salina Cruz depois de virar para norte e noroeste.

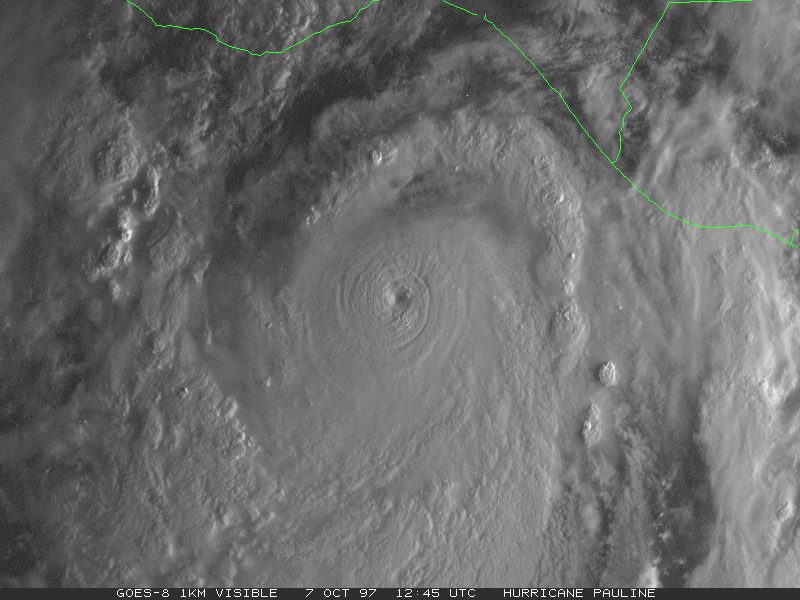
Furacão Pauline na costa mexicana em 7 de outubro

Pauline intensificou-se rapidamente depois de se tornar um furacão com condições favoráveis para o desenvolvimento contínuo, e 18 horas depois de se tornar um furacão atingiu um pico de intensidade de 217 km/h (135 mph). Os ventos do furacão enfraqueceram ligeiramente para 185 km/h (115 mph), mas no dia 8 de outubro Pauline se fortaleceu para atingir ventos de 217 km/h (135 mph) a uma curta distância da costa do México. O furacão virou mais para o oeste-noroeste enquanto paralela à costa sul de Oaxaca, e Pauline rapidamente enfraqueceu devido à interação com o terreno montanhoso antes de atingir a costa perto de Puerto Ángel, no início de 9 de outubro como um furacão com vento de 180 km/h (110 mph). O ciclone tropical continuou a enfraquecer à medida que se aproximava da costa a uma curta distância do interior. Em 10 de outubro, Pauline se dissipou sobre o estado de Jalisco.

## Preparações
As primeiras previsões subestimaram o pico de intensidade de Pauline em 105 km/h (65 mph). Em 7 de outubro, cerca de 41 horas antes do desembarque, o governo do México emitiu um Alerta de Furacão de Tapachula em Chiapas a Punta Maldonado em Guerrero. Pouco depois de Pauline chegar a desembarcar, o Aviso foi estendido para o noroeste para Manzanillo, Colima, e mais tarde para Puerto Vallarta, Jalisco. A virada de Pauline para o oeste-noroeste perto do landfall foi inesperada, resultando em condições de furacão com apenas algumas horas de antecedência em algumas áreas.
As autoridades de El Salvador declararam Estado Nacional de Alerta em resposta à potencial ameaça do furacão. Moradores de áreas propensas a inundações foram alertados sobre possíveis inundações repentinas. Como o furacão virou bruscamente para o noroeste, não há relatos de danos ou mortes de Pauline no país. Autoridades em Puerto Madero fecharam as instalações portuárias para todos os navios, excluindo navios em mar aberto em busca de abrigo. O governo acabou fechando seis grandes portos entre Acapulco e Puerto Madero. Autoridades estaduais em Oaxaca abriram 75 abrigos de emergência e preparou 50 escolas para abrigar 10.000 pessoas.

## Impacto
Predefinição:Furacões no Pacífico mais mortais

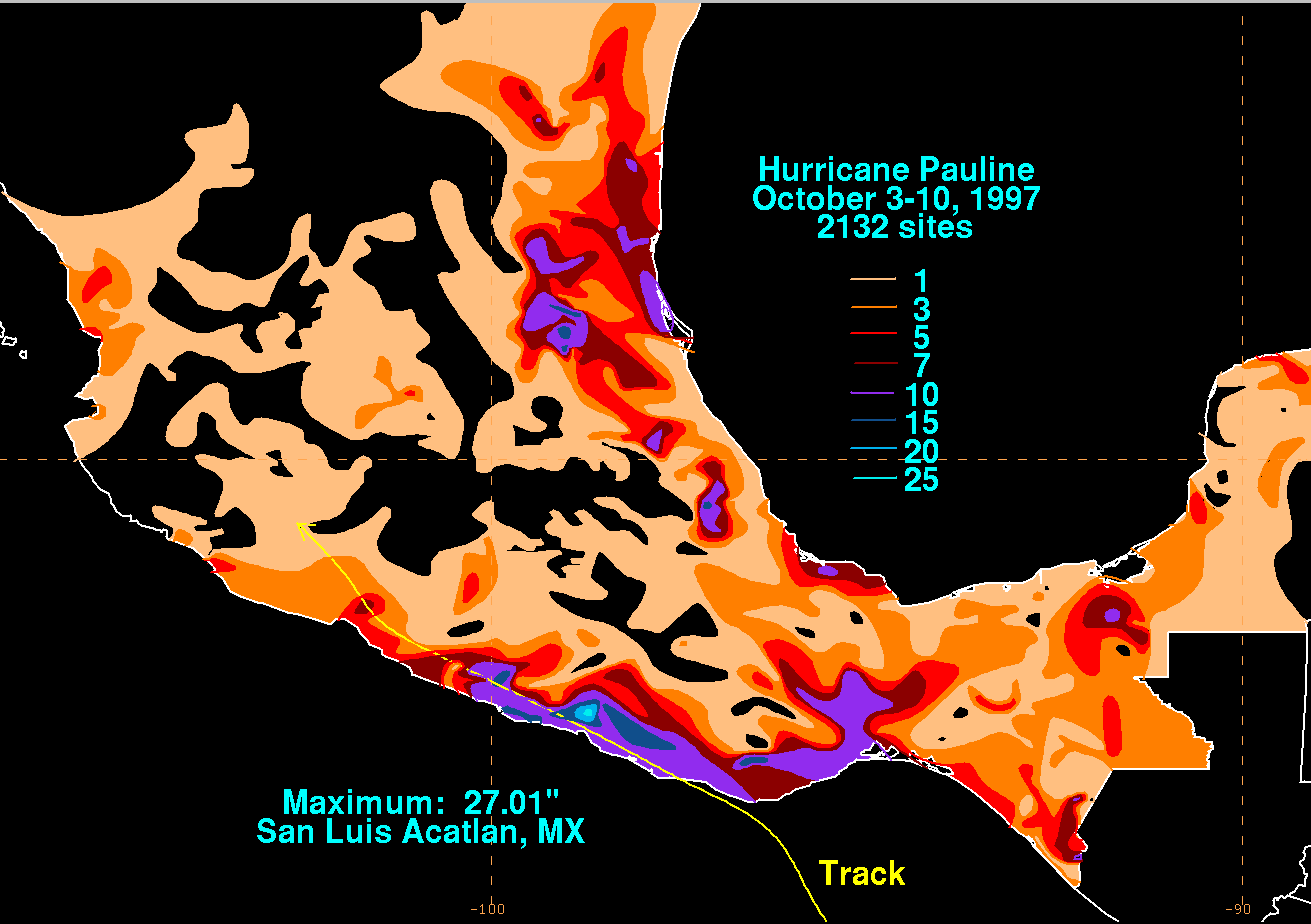
Chuva do furacão Pauline no México

Poucas observações de superfície foram feitas durante a passagem do furacão, embora as autoridades tenham relatado que o sul do México sofreu o impacto da tempestade. Puerto Escondido, Oaxaca, perto de onde Pauline atingiu a costa, relatou uma rajada de vento de pico de 110 km/h (70 mph) várias horas antes do furacão passar pela área; nenhum relatório estava disponível após esse tempo. Um anemômetro em Acapulco relatou uma rajada de vento de 95 km/h (59 mph) com ventos sustentados de 74 km/h (46 mph). No entanto, as autoridades estimam que Pauline pode ter sido um furacão enquanto passava pela área. O furacão produziu chuvas muito fortes ao longo de seu caminho, com muitas áreas recebendo mais de 380 mm (15 in). De acordo com a Comision Nacional del Agua, a precipitação foi registrada em 2.132 locais. Os dois maiores totais de chuva relatados são 6,900 mm (271 in) em San Luis Actlan, e 829 mm (32.62 in) em Puente Jula, perto de Paso de Ovejas. Isso fez de Pauline o ciclone tropical mais úmido da história de Guerrero. Em Acapulco, o furacão trouxe 430 mm (16.9 in) de chuva em 24 horas. Isso quebrou o recorde de precipitação da cidade estabelecido originalmente em 1974; o total de 1997 representou cerca de 25% da precipitação anual da cidade. Mares de tempestade de cerca de 9.1 m (30 ft) foram relatados ao longo da costa de Oaxaca enquanto o furacão atingiu a terra firme.
O furacão Pauline afetou levemente o estado de Chiapas, mas afetou severamente Oaxaca e Guerrero, duas das regiões mais pobres do México. A área mais impactada foi a região em torno de Acapulco. Em todo o país, o furacão Pauline resultou em US$ 447,8 milhões em danos (1997 USD). Um relatório emitido pelo Departamento de Assuntos Humanitários das Nações Unidas relatou 137 três dias após o furacão Pauline. Quatro dias após a passagem do furacão, uma reportagem da Reuters afirmou que havia 173 mortos com cerca de 200 desaparecidos, enquanto o governo do México emitiu uma declaração relatando 149 mortes. Em última análise, os relatórios da mídia indicaram um número de mortos de pelo menos 230 pessoas, e a Cruz Vermelha Mexicana estimou 400 mortos e pelo menos 1.900 desaparecidos. O Serviço Mundial da Igreja estimou pelo menos 500 pessoas foram mortas. A Relief Web sugere que 217 mortes foram relatadas e 600.000 pessoas foram impactadas. Cerca de 300.000 pessoas ficaram desabrigadas devido à tempestade.

### Meio ambiente
O furacão causou graves danos ao meio ambiente; 520 km2 (200 sq mi) de floresta tropical de baixa altitude e florestas de pinheiros e carvalhos perenes foram muito danificadas no sul do México. Ondulação forte produziram erosão severa na praia em alguns locais. A erosão afetou dois ciclos de nidificação para a tartaruga-oliva, destruindo cerca de 40 milhões de ovos. Cerca de 806.000 ninhos foram afetados e cerca de 50% deles foram destruídos. O furacão mais mortal e intenso a atingir o sul do México desde 1959, o furacão foi o primeiro ataque de furacão documentado em recifes de coral do Pacífico. Os danos às plantações foram extremos e 400.000 sacas de café foram perdidas. Nos dias após o furacão, os preços da soja e do trigo aumentaram. Ao todo, o furacão Pauline teve um grande efeito sobre a fauna no sul do México.

### Oaxaca
Um estado de emergência foi declarado para o estado de Oaxaca logo após Pauline desembarcar ao continente. Chuvas abundantes fizeram com que o rio Los Perros transbordasse sua capacidade, inundando 50 municípios de Oaxaca. A inundação danificou 12 pontes, das quais duas foram destruídas, e cortaram algumas áreas de eletricidade, água potável e telecomunicações por vários dias. A passagem do furacão afetou milhares de casas, deixando cerca de 250.000 sem-teto no estado. pelo menos 110 pessoas morreram no estado, com centenas de milhares de moradores e 1.278 comunidades afetadas.
Ventos fortes do furacão derrubaram árvores e linhas de energia em todo o sul de Oaxaca. A tempestade isolou temporariamente Puerto Ángel, Oaxaca e uma base naval, cortando assim as comunicações do resto do México. Em Huatulco, os ventos derrubaram as antenas da estação de televisão local e destruíram pelo menos 30 casas de papelão. Uma comunidade próxima ao aeroporto da cidade foi duramente atingida, com várias pessoas desabrigadas. As fortes chuvas da tempestade causaram graves inundações em partes de Oaxaca e da vizinha Chiapas. Um total de cerca de 500 comunidades inteiras foram destruídas em Oaxaca; as áreas mais afetadas foram Zapotecos, Chatino e Mixtecos.

### Guerreiro
Chuvas fortes levaram a deslizamentos de terra e inundações em todo o sul de Guerrero. Comunidades inteiras foram quase destruídas, com algumas permanecendo inundadas por uma semana após o furacão. As inundações destruíram ou destruíram milhares de hectares de plantações e mataram milhares de cabeças de gado. As inundações e deslizamentos de terra isolaram mais de 45.000 pessoas do mundo exterior. A passagem do furacão resultou em danos a casas, pontes e abastecimento elétrico e de água. Chuva com cerca de 400 mm (16 in) caiu na cidade em um período de três horas, resultando em rios transbordando suas margens. Cerca de 1.100 navios ficaram encalhados no porto e 35 navios afundados. Os danos à indústria cafeeira foram de US$ 80 milhões (USD de 1997). Uma agência ambiental observou que levará 15 anos para que as lavouras de café se recuperem. De acordo com uma estimativa preliminar, 123 pessoas morreram em Guerrero, principalmente em Acapulco. Mais de 200 estavam desaparecidos quatro dias após o furacão devido a serem arrastados para o mar ou enterrados em deslizamentos de terra. Um total de 50.000 pessoas ficaram desabrigadas em todo o estado. Atingindo a semana após a tempestade tropical Olaf, terrenos previamente úmidos combinados com fortes chuvas de Pauline resultaram em deslizamentos de terra severos e inundações repentinas em favelas ao redor da Baía de Acapulco. Lá, cerca de 5.000 casas foram destruídas com mais 25.000 danificados, com 10.000 pessoas ficaram desabrigadas dentro e ao redor da cidade. Os hotéis de luxo perto da praia não foram afetados pelo furacão, embora os moradores das favelas tenham perdido o pouco que tinham. Grande parte da cidade estava coberta de lama, e 70 por cento de Acapulco ficou sem água por causa do furacão. A maioria dos um milhão de habitantes da cidade ficou sem energia ou serviço telefônico. No geral, o dano total foi de quase US$ 300 milhões de pesos.

## Consequências

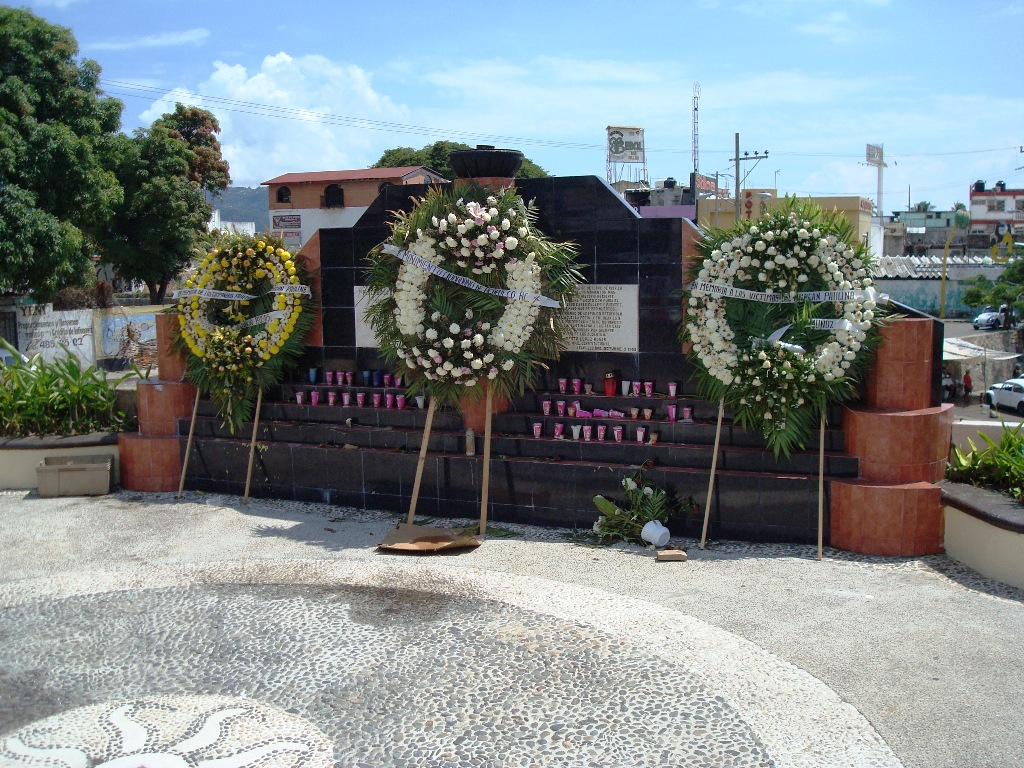
Memorial em Acapulco para homenagear as vítimas de Pauline

Voluntários da Cruz Vermelha Mexicana foram rapidamente para áreas de desastre com equipes de busca e resgate, inclusive usando cães especialmente treinados para procurar vítimas de furacões presas em áreas lamacentas de Acapulco. Quatro dias após a tempestade, cada equipe encontrava um ou dois cadáveres por dia, com autoridades afirmando que a busca poderia levar semanas. Em Guerrero, as equipes resgataram um total de 35 pessoas do perigo. Horas depois que o furacão passou pela área, as equipes de socorro viajaram de barco pelas áreas inundadas para ajudar as áreas mais atingidas. A Cruz Vermelha forneceu alimentos, água, roupas, cobertores, suprimentos para purificação de água, leite em pó e outros alimentos não perecíveis e suprimentos médicos para aqueles que se encontravam em abrigos governamentais em Oaxaca, Guerrero e Chiapas. A Cruz Vermelha Mexicana também montou abrigos para abrigar e alimentar centenas de deslocados e, quatro dias após a tempestade, a Cruz Vermelha distribuiu 100 toneladas de suprimentos de socorro às vítimas do furacão. Equipes médicas também foram enviadas para a área para ajudar os feridos.
As autoridades instalaram usinas de purificação de água de emergência em Acapulco, embora a água permanecesse praticamente indisponível. Caminhões-cisternas foram enviados para a cidade, com milhares de pessoas na fila por água potável. Turistas em hotéis de luxo de Acapulco, em sua maioria geralmente não afetados pelo furacão, e se recuperaram rapidamente, enquanto outras partes da cidade permaneceram devastadas. Os hotéis foram forçados a usar água engarrafada e racionar sua água disponível o mínimo possível para fornecer água para o resto da cidade. A manipulação extrema de preços ocorreu na cidade após o furacão, com um funcionário de proteção ao consumidor relatando que os lojistas cobravam 200 por cento a mais para o leite, 500 por cento a mais para tortilhas e 1.000 por cento mais do que o normal para a água. Embora o governo tenha sido responsabilizado pela falta de avisos e escassez de água, Ernesto Zedillo, presidente do México na época, cortou suas férias na Europa para responder à catástrofe. Funcionários do governo criaram 39 centros de ajuda para os cidadãos de Acapulco, embora alguns moradores não tenham conseguido comida e água. Alguns moradores suspeitavam que o presidente e seu Partido Revolucionário Institucional levassem suprimentos de ajuda para seus próprios fins. O presidente prometeu buscar acusações e decidiu fechar centros de ajuda em favor da abertura de refeitórios. Apesar de ter a comida, o exército mexicano não montou as cozinhas, nem foi distribuída ajuda nos centros de ajuda.
A maior parte de Acapulco permaneceu fechada por pelo menos uma semana após o furacão. Inicialmente, as autoridades ao redor de Acapulco deram preferência à limpeza das áreas turísticas, o que resultou na rápida reparação da estrada panorâmica dos hotéis ao aeroporto. O turismo diminuiu muito após o furacão, fazendo com que alguns hotéis cobrassem 40 por cento menos do que o normal na tentativa de trazer as pessoas de volta. Uma companhia aérea ofereceu dois bilhetes de avião pelo preço de um da Cidade do México para Acapulco. A maioria dos hotéis voltou quase completamente ao normal cerca de um mês após o furacão.

### Doações
Os governos de Oaxaca e Guerrero pediram ajuda ao UNICEF, especificamente tanques de água, bombas de água e material de construção. A ajuda internacional inicialmente se concentrou quase exclusivamente nos danos em Acapulco. Uma semana após o furacão, 500 comunidades em Oaxaca permaneceram isoladas e sem assistência, com várias grandes comunidades em Guerrero não recebendo nenhuma ajuda material uma semana após o furacão. A Agência Adventista de Desenvolvimento e Recursos Assistenciais organizou cerca de 7 toneladas de alimentos e roupas, e enviou um ônibus de 40 pessoas para ajudar aldeias isoladas no sul do México. Cerca de dez dias após a passagem do furacão, 20.000 as pessoas ainda estavam isoladas das equipes de emergência e dos trabalhos de socorro, fazendo com que o presidente suspeitasse que as pessoas poderiam começar a morrer de fome. Helicópteros foram inicialmente enviados para as áreas remotas, apesar do nevoeiro intenso e das fortes chuvas depois que o furacão interrompeu as operações. O governo trabalhou para levar comida para comunidades remotas nas montanhas, embora as autoridades tenham notado o sério risco de fazê-lo.
Três dias após o furacão, a Cruz Vermelha Americana enviou uma doação inicial de $ 25.000 (1997 USD), e também enviou lonas para coberturas temporárias e materiais de limpeza, como esfregões, vassouras, baldes, esponjas, alvejante e produtos químicos de limpeza. Capítulos locais também ofereceram assistência. O capítulo em San Antonio, Texas, enviou kits de limpeza e o capítulo em Los Angeles entregou 2.000 kits de conforto contendo material de higiene e palavras cruzadas para crianças. A Cruz Vermelha Alemã também ofereceu assistência.

### Doenças
As águas da enchente do furacão combinaram com o esgoto bruto em muitas áreas pobres do sudoeste do México, levando a uma ameaça generalizada de disseminação de doenças tropicais. Como resultado, agentes de saúde do governo abriram centros de vacinação em várias cidades ao longo das costas de Guerrero e Oaxaca. Milhares foram inoculados para febre tifoide e tétano. As autoridades notaram uma ameaça potencial para dengue e cólera como resultado da água estragada. Os profissionais de saúde também afirmaram que os mosquitos com malária e dengue provavelmente se reproduzem em grandes áreas de água residual. Em Acapulco, cerca de dois dias após a passagem do furacão, o primeiro dia de sol em uma semana evaporou as áreas de água que sobraram, espalhando poeira pela região com as doenças mortais. Os moradores foram avisados para ferver sua comida e água por 30 minutos devido à ameaça de contaminação pelo pó. Pelo menos vinte casos de cólera e pelo menos seis casos de dengue foram relatados. Mais significativamente, havia 14.630 casos de malária em 616 aldeias em Oaxaca devido a Pauline; isso representou cerca de 80% dos casos de malária no México durante 1998. Soldados do exército distribuíram pastilhas de cloro para desinfetar piscinas de água e carrinhos de mão para remover lama podre e esgoto de suas casas danificadas. Dois aviões C-130 Hercules e vinte helicópteros transportaram alimentos e água para vilarejos menores ao sul de Acapulco, que ficaram presos por quase uma semana após o furacão.

### Aposentadoria
Menos de um mês depois de Pauline, o furacão Rick atingiu a mesma região geral, o que trouxe chuvas adicionais e prejudicou os esforços de socorro. Comparado com Pauline, no entanto, o dano foi mínimo. Por causa do alto número de mortos e da extensão dos danos no México, o nome Pauline foi retirado na primavera de 1998 pela Organização Meteorológica Mundial e nunca mais será usado para um furacão no Pacífico. Foi substituído por Patricia na temporada de 2003.